# Народна и универзитетска библиотека Републике Српске
Народна и универзитетска библиотека Републике Српске (НУБРС) је средишња библиотека Универзитета у Баљалуци, матична библиотека свих јавних универзитета у Републици Српској и кровна и централна национална библиотека Српске. НУБРС је научна и културна јавна установа која се налази у Јеврејској 30 у Бањалуци. Библиотека је сједиште Друштва библиотекара Републике Српске.

## Историја
Библиотеку је основала Краљевска банска управа Врбаске бановине и општине града 25. новембра 1935. године. Свечано је отворена 26. априла 1936. под називом „Народна библиотека Краља Петра I Великог Ослободиоца“. Име је добила по краљу Петру I Карађорђевићу. Од 1980. до 1999, библиотека је носила име српског књижевника Петра Кочића. Прве фондове књига библиотеци је поклонила Српска читаоница из Бањалуке. Библиотека је садашњи назив добила 7. децембра 1999. одлуком Владе Републике Српске.

### Пријашњи називи
- Народна библиотека Краља Петра I Великог Ослободиоца (25. новембар 1935. — 30. јули 1980)
- Народна и Универзитетска библиотека „Петар Кочић“ (30. јули 1980. — 1999)
- Народна и Универзитетска библиотека Републике Српске „Петар Кочић“ (1999. — 7. децембар 1999)
- Народна и универзитетска библиотека Републике Српске (7. децембар 1999. до данас)

## Дигитална Народна и универзитетска библиотека Републике Српске
Дигитална Народна и универзитетска библиотека Републике Српске има следеће колекције:
- Новине и часописи
- Књиге
- Стара и ријетка књига
- Картографска грађа

## Организација
Народна и универзитетска библиотека Републике Српске има више одјељена који се налазе на територији града Бањалуке.
Национална јединица НУБ РС прикупља, обрађује, чува и даје на коришћење цјелокупну штампану или на неки други начин забиљежену грађу коју је створио народ Републике Српске или се на њега односи, без обзира на мјесто настанка. Она је општеобразовног и опшенаучног карактера, а њен рад и фонд усмјерен је ка очувању културног блага и потврђивању националног идентитета народа Републике Српске. У оквиру ове јединице дјелују:
- ВИБ РС центар
- Одјељење ИСБН/ИСМН и служба CIP-а,
- DOI агенција РС,
- Одјељење за издаваштво, програме и односе с јавношћу,
- Центар за дигитализацију,
- Библиографско-археографско одјељење,
- Одјељење библиотека цјелина и легата.

Универзитетска јединица НУБ РС је општенаучног карактера и представља информацијску платформу у умреженом друштву знања Републике Српске. Њена дјелатност остварује се кроз одјељења:
- Реферално одјељење са читаоницама,
- Одјељење периодичних публикација,
- Одјељење некњижне грађе,
- Одјељење страних читаоница,
- Одјељење за међубиблиотечку позајмицу,
- Научноинформациони центар.

Градска јединица НУБ РС је средишња јавна библиотека Града Бање Луке, једнако доступна свима. Она је незаобилазно мјесто отвореног и слободног друштва. Одјељења Градске јединице ЈУ НУБ РС су:
Информативно-позајмно одјељење,
- Дјечија библиотека „Борик“,
- Одјељење „Старчевица“,
- Одјељење „Обилићево“,
- Завичајно одјељење.

Матична служба ЈУ НУБ РС прати и проучава стање, потребе и услове рада у библиотечкој дјелатности Републике Српске, предлаже мјере за њено унапређивање и директно утиче на развој библиотечко-информационе дјелатности Републике Српске, предлажући дугорочне стратегије развоја, те краткорочне програме и пројекате. Носилац је изградње јединствене националне мреже библиотека и изградње јединственог националног библиографско-информационог система. Матична служба НУБ РС остварује кроз:
- Одјељење за матичне послове
- Одјељење за набавку и обраду библиотечке грађе
- Рачунарско-програмерски центар

Досадашњи управници библиотеке:
- Љиља Петровић-Зечић
- Предраг Лазаревић
- Ранко Рисојевић

У њеним просторијама налази се Библиотека Руског културног центра у Бања Луци.

## Сарадња
Библиотека је 26. априла потписала Протокол о сарадњи са Народном библиотеком Србије, што представља гаранцију очувања јединственог српског духовног и културног простора. Протоколом је утврђено да ће двије библиотеке једна другој поклањати све публикације, те да ће заједно учествовати на националним и међународним пројектима.

## Занимљивости
Поште Српске су 17. маја 2011. промовисале поштанску маркицу названу „75 година Народне универзитетске библиотеке Републике Српске“ поводом обиљежавања 75 година постојања НУБРС. Ова поштанска маркица је штампана у 15.000 примјерака а њена промоција је одржана у згради Народне и универзитетске библиотеке Републике Српске.